# جايرلي (أديامان)
جايرلي (بالكردية: Dolik‏) (بالتركية: Çayırlı)‏ هي قرية كرديّة رشوانيّة تتبع إداريّاً لمديرية أديامان في محافظة أديامان التركية الواقعة في جنوب شرق الأناضول. وبلغ عدد سكانها 56 نسمة في عام 2021.